# Joelle Tesche
Joelle Tesche (* 29. Dezember 1978 in Idar-Oberstein, Rheinland-Pfalz als Joelle Franzmann) ist eine ehemalige deutsche Triathletin, die auf der Kurz- bzw. olympischen Distanz (1,5 km Schwimmen, 40 km Radfahren und 10 km Laufen) antrat. In ihrer aktiven Zeit war sie u. a. Junioren-Vizeweltmeisterin (1995) und zweifache Olympiastarterin (2000, 2004).

## Werdegang

### Kindheit und sportliche Anfänge
Sie hat zwei Geschwister, von denen ihr Bruder Joachim ebenfalls als Triathlet aktiv war (u. a. Sieger beim Mönchshof-Triathlon 1994 auf der Kurzdistanz). Unter ihrem Mädchennamen begann sie 1993 mit dem Triathlon an und wurde bereits mit 15 Jahren deutsche Meisterin sowie Jugend-Europameisterin.
In den darauffolgenden Jahren folgten weitere Deutsche Meisterschaften und Europameisterschaften auf Juniorenebene. Einige ihrer Titel konnte sie zusätzlich auch im Duathlon erringen. 1995 wurde sie in Mexiko Junioren-Vizeweltmeisterin im Triathlon.
Nach ihrem Abitur am Heinrich-Heine-Gymnasium in Kaiserslautern wurde sie 1998 Soldatin auf Zeit der Sportfördergruppe der Bundeswehr in Mainz. Sie war mit anderen Sportsoldaten aus dem Triathlon-Bereich in Saarbrücken stationiert.

### Sportliche Höhepunkte 2000–2008
Für Tri Post Trier startend, wurde sie 2000 Deutsche Triathlon-Meisterin in Frankfurt am Main. Bei den Olympischen Spielen in Sydney, bei denen Triathlon erstmals im Programm stand, belegte sie den 21. Rang. In den Jahren 2001, 2003 und 2004 wurde sie jeweils Deutsche Vizemeisterin.
Die größten internationalen Erfolge feierte sie bei der Weltmeisterschaft 2003 im neuseeländischen Queenstown, bei der sie als Fünfte beste Europäerin wurde, und als Viertplatzierte bei der Weltmeisterschaft 2004 in Funchal auf der portugiesischen Insel Madeira. Bei den Olympischen Spielen 2004 in Athen belegte sie den 16. Rang.
Nachdem sie bis Ende 2005 neun deutsche Meisterschaften, fünf Vizemeisterschaften und drei Europameisterschaften erreicht hatte, gelang ihr 2006 bei der Veranstaltung im ungarischen Tiszaújváros erstmals ein Sieg im Weltcup.
Bei der ITU-WM in Lausanne belegte sie Platz sieben, im Gesamt-Weltcup wurde sie Zweite.
Ihr letzter großer Erfolg war der Sieg bei den Militärweltspielen im Juni 2008 in Otepää, Estland.
Nach der verpassten Qualifikation für die Olympischen Spiele in Peking sah sie sich vom deutschen Triathlon-Verband DTU enttäuscht (weitere Starts im Weltcup der Saison wurden nicht mehr finanziert) und beendete daher Ende 2008 ihre aktive Karriere.
Im Oktober 2009 wurde sie offiziell aus der deutschen Nationalmannschaft verabschiedet.

## Privates
Tesche ist verheiratet und hat zwei Töchter (* 2010, 2011), die beide selbst im Triathlon aktiv sind.
Mit ihrer Familie lebt sie in Saarbrücken. Im August 2015 begann sie ein duales Studium der Sportökonomie an der Deutschen Hochschule für Prävention und Gesundheitsmanagement und beim Landessportverband für das Saarland.
Sie ist aktuell Jugendwartin bei der Saarländischen Triathlon Union (STU).

## Sportliche Erfolge
| Datum/Jahr    | Rang | Wettbewerb                                       | Austragungsort    | Zeit        | Bemerkung                                     |
| ------------- | ---- | ------------------------------------------------ | ----------------- | ----------- | --------------------------------------------- |
| 10. Aug. 2008 | 2    | London Triathlon                                 | London            | 01:59:24    |                                               |
| 17. Juni 2008 | 1    | Militär-Weltmeisterschaft Triathlon              | Otepää            | 02:05:29    | Siegerin auf der olympischen Distanz          |
| 10. Mai 2008  | 5    | ETU Triathlon European Championships             | Lissabon          | 02:06:46    |                                               |
| 25. März 2007 | 12   | BG Triathlon Word Cup                            | Mooloolaba        | 02:02:08    | Zwölfte auf der olympischen Distanz           |
| 10. Sep. 2006 | 6    | BG Triathlon Word Cup                            | Hamburg           | 01:55:15    | [ 9 ]                                         |
| 3. Sep. 2006  | 7    | ITU Triathlon World Championships                | Lausanne          |             | Weltmeisterschaft auf der olympischen Distanz |
| 13. Aug. 2006 | 1    | BG Triathlon World Cup                           | Tiszaújváros      | 01:55:41    |                                               |
| 10. März 2006 | 2    | ITU Triathlon World Cup                          | Aqaba             | 02:00:47    | Siegerin wurde Vanessa Fernandes              |
| 18. Juni 2005 | 1    | DTU Deutsche Meisterschaft Triathlon Kurzdistanz | Potsdam           |             |                                               |
| 25. Aug. 2004 | 16   | Olympische Sommerspiele 2004                     | Athen             | 02:08:18,33 |                                               |
| 20. Juni 2004 | 2    | DTU Deutsche Meisterschaft Triathlon Kurzdistanz | Potsdam           | 01:52:11    | Siegerin wurde Anja Dittmer                   |
| 9. Mai 2004   | 4    | ITU Triathlon World Championships                | Funchal           |             | Weltmeisterschaft auf der olympischen Distanz |
| 6. Dez. 2003  | 5    | ITU Triathlon World Championships                | Queensland        | 02:08:40    | Weltmeisterschaft auf der olympischen Distanz |
| 7. Juni 2003  | 2    | DTU Deutsche Meisterschaft Triathlon Kurzdistanz | Breitenauer See   |             |                                               |
| 23. Juni 2001 | 6    | ETU Triathlon European Championships             | Karlsbad          | 02:21:35    | [ 11 ]                                        |
| 13. Mai 2001  | 3    | ITU Triathlon World Cup                          | Rennes            | 02:00:56    |                                               |
| 10. Juni 2001 | 2    | DTU Deutsche Meisterschaft Triathlon Kurzdistanz | Frankfurt am Main |             |                                               |
| 16. Sep. 2000 | 21   | Olympische Sommerspiele 2000                     | Sydney            | 02:05:26,96 |                                               |
| 25. Juni 2000 | 1    | DTU Deutsche Meisterschaft Triathlon Kurzdistanz | Frankfurt am Main |             |                                               |
| 11. Sep. 1999 | 12   | ITU Triathlon World Championships                | Montreal          | 01:57:39    | Weltmeisterschaft auf der olympischen Distanz |
| 12. Nov. 1995 | 2    | ITU Triathlon World Championship Junior Women    | Cancún            | 02:12:32    |                                               |